# ロシア・バレーボール・スーパーリーグ
ロシア・バレーボール・スーパーリーグ（ロシア語: Волейбольная суперлига, 英語: Russian Volleyball Super League）は、ロシアのプロバレーボールリーグ。1992年に設立。

## 歴代優勝クラブ

### 男子
- 1992年 アヴトモビリスト・サンクトペテルブルク
- 1993年 アヴトモビリスト・サンクトペテルブルク
- 1994年 CSKAモスクワ
- 1995年 CSKAモスクワ
- 1996年 CSKAモスクワ
- 1997年 ベロゴリエ・ディナモ・ベルゴロド
- 1998年 ベロゴリエ・ディナモ・ベルゴロド
- 1999年 イズムルート・エカテリンブルク
- 2000年 ベロゴリエ・ディナモ・ベルゴロド
- 2001年 MGTUモスクワ
- 2002年 ロコモティフ・ベロゴリエ・ベルゴロド
- 2003年 ロコモティフ・ベロゴリエ・ベルゴロド
- 2004年 ロコモティフ・ベロゴリエ・ベルゴロド
- 2005年 ロコモティフ・ベロゴリエ・ベルゴロド
- 2006年 ディナモ・モスクワ
- 2007年 ディナモTTGカザン
- 2008年 ディナモ・モスクワ
- 2009年 ゼニト・カザン
- 2010年 ゼニト・カザン
- 2011年 ゼニト・カザン
- 2012年 ゼニト・カザン
- 2013年 ベロゴリエ・ベルゴロド
- 2014年 ゼニト・カザン
- 2015年 ゼニト・カザン
- 2016年 ゼニト・カザン

### 女子
詳細は「ru:Чемпионат России по волейболу среди женщин」を参照。
- 1991/92年 ウラロチカ・エカテリンブルク
- 1992/93年 ウラロチカ・エカテリンブルク
- 1993/94年 ウラロチカ・エカテリンブルク
- 1994/95年 ウラロチカ・エカテリンブルク
- 1995/96年 ウラロチカ・エカテリンブルク
- 1996/97年 ウラロチカ・エカテリンブルク
- 1997/98年 ウラロチカ・エカテリンブルク
- 1998/99年 ウラロチカ・エカテリンブルク
- 1999/2000年 ウラロチカ・エカテリンブルク
- 2000/01年 ウラロチカ・エカテリンブルク
- 2001/02年 ウラロチカ・エカテリンブルク
- 2002/03年 ウラロチカ・エカテリンブルク
- 2003/04年 ウラロチカ・エカテリンブルク
- 2004/05年 ウラロチカ・エカテリンブルク
- 2005/06年 ディナモ・モスクワ
- 2006/07年 ディナモ・モスクワ
- 2007/08年 ザレチエ・オジンツォボ
- 2008/09年 ディナモ・モスクワ
- 2009/10年 ザレチエ・オジンツォボ
- 2010/11年 ディナモ・カザン
- 2011/12年 ディナモ・カザン
- 2012/13年 ディナモ・カザン
- 2013/14年 ディナモ・カザン
- 2014/15年 ディナモ・カザン
- 2015/16年 ディナモ・モスクワ
- 2016/17年 ディナモ・モスクワ
- 2017/18年 ディナモ・モスクワ
- 2018/19年 ディナモ・モスクワ
- 2019/20年 ディナモ・カザン
- 2020/21年 無観客または大幅に定員以下で開催中

#### 通算成績 1991/92以降
| クラブ (露/英)                        | 拠点                 | 金 | 銀 | 銅 |
| ------------------------------------- | -------------------- | -- | -- | -- |
| ウラロチカ・エカテリンブルク          | スヴェルドロフスク州 | 14 | 1  | 5  |
| ディナモ・モスクワ                    | モスクワ             | 7  | 8  |    |
| ディナモ・カザン                      | カザン               | 6  | 2  |    |
| ザレチエ・オジンツォボ                | モスクワ州           | 2  | 2  |    |
| ウラロチカ-2                          | エカテリンブルク     |    | 5  | 5  |
| ЦСКА / CSKA                           | モスクワ             |    | 5  | 4  |
| Университет / University-Technologist | ベルゴロド           |    | 2  | 1  |
| Локомотив / Lokomotiv                 | カリーニングラード州 |    | 2  |    |
| Динамо / Dynamo-Yantar                | モスクワ州           |    | 1  | 1  |
| Младост / Mladost                     | ザグレブ             |    | 1  |    |
| Протон / Proton                       | サラトフ州           |    |    | 3  |
| ディナモ・クラスノダール              | クラスノダール       |    |    | 3  |
| Омичка / Omichka                      | オムスク州           |    |    | 2  |
| Енисей / Yenisei                      | クラスノヤルスク     |    |    | 1  |
| Самородок / Nugget                    | ハバロフスク         |    |    | 1  |
| Факел / Torch                         | ノヴィ・ウレンゴイ   |    |    | 1  |